# 一意孤行
《一意孤行》是麥田守望者2006年發行的第三張專輯《我們的世界》的第10首曲目，也被唱片公司發行為宣傳單曲。單曲內還包括樂隊首張專輯經典曲目《在路上》。在第7屆音樂風雲榜獲最佳搖滾歌曲獎項。